# Repérage des constellations/06
- Girafe
- Cocher
- Taureau
- Orion
- Lièvre
- Colombe
- Burin
- Peintre
- Dorade
- Table

Pas de lever ou de coucher notable sur l'équateur.

## Description
La culmination d'Orion domine le paysage, au centre de l'hexagone d'hiver. Cet immense hexagone presque régulier est centré sur Bételgeuse, et passe par Rigel (dans Orion), Sirius (du Grand Chien), Pollux (des Gémeaux), Elnath (β Tau) et Aldébaran du Taureau.
Si on ajoute dans le paysage Capella au Nord, ou Canopus au Sud, la concentration d'étoiles de première grandeur est remarquable. L'alignement entre Sirius, Orion, Aldébaran et les Pléiades est une des plus belles vues de l'hémisphère nord.

## Alignements
Le pôle des Gémeaux s'approche de la culmination, avec ses nombreux alignements à grande distance.
- La diagonale d'Andromède, qui passe par Pollux, Capella, α de Persée, Andromède, et se poursuit par le Verseau jusqu'au Sagittaire.
- L'alignement Ouest-Sud-Ouest, passant par le Taureau et la Baleine, vers Fomalhaut et le Sagittaire
- L'alignement Sud-Sud-Ouest, qui passe par Rigel et Bételgeuse, et longe Éridan pour finir sur Achernar.
- L'alignement Sud, qui passe par Procyon, Sirius, la Colombe et s'achève également sur Achernar.
- À l'opposé de la diagonale d'Andromède, l'alignement se prolonge sur Alphard, l'extrémité des Voiles, la Croix du Sud et le pied du Centaure, la queue du Scorpion, et l'arc et la tête du Sagittaire.
- À l'opposé du Taureau, Régulus du Lion, Spica de la Vierge, Antarès du Scorpion, et s'achève sur la tête du Sagittaire.